# Gran Premio de Australia de Motociclismo de 2010
El Gran Premio de Australia de Motociclismo de 2010 (oficialmente: Iveco Australian Motorcycle Grand Prix) fue la decimosexta prueba del Campeonato del Mundo de Motociclismo de 2010. Tuvo lugar en el fin de semana del 15 al 17 de octubre de 2010 en el Circuito de Phillip Island,, situado en la isla de Phillip Island, estado de Victoria, Australia.
La carrera de MotoGP fue ganada por Casey Stoner, seguido de Jorge Lorenzo y Valentino Rossi. Alex de Angelis ganó la prueba de Moto2, por delante de Scott Redding y Andrea Iannone. La carrera de 125 cc fue ganada por Marc Márquez, Pol Espargaró fue segundo y Nicolás Terol tercero.

## Resultados

### Resultados MotoGP
| Pos.    | N.º | Piloto           | Constructor | Vueltas | Tiempo       | Parrilla | Pts. |
| ------- | --- | ---------------- | ----------- | ------- | ------------ | -------- | ---- |
| 1       | 27  | Casey Stoner     | Ducati      | 27      | 41:09.128    | 1        | 25   |
| 2       | 99  | Jorge Lorenzo    | Yamaha      | 27      | +8.598       | 2        | 20   |
| 3       | 46  | Valentino Rossi  | Yamaha      | 27      | +17.997      | 8        | 16   |
| 4       | 69  | Nicky Hayden     | Ducati      | 27      | +18.035      | 6        | 13   |
| 5       | 11  | Ben Spies        | Yamaha      | 27      | +22.211      | 3        | 11   |
| 6       | 58  | Marco Simoncelli | Honda       | 27      | +25.017      | 4        | 10   |
| 7       | 5   | Colin Edwards    | Yamaha      | 27      | +35.168      | 5        | 9    |
| 8       | 41  | Aleix Espargaró  | Ducati      | 27      | +46.194      | 11       | 8    |
| 9       | 33  | Marco Melandri   | Honda       | 27      | +46.294      | 10       | 7    |
| 10      | 14  | Randy de Puniet  | Honda       | 27      | +59.635      | 7        | 6    |
| 11      | 36  | Mika Kallio      | Ducati      | 27      | +59.664      | 12       | 5    |
| 12      | 19  | Álvaro Bautista  | Suzuki      | 27      | +59.732      | 14       | 4    |
| 13      | 7   | Hiroshi Aoyama   | Honda       | 27      | +1:05.029    | 13       | 3    |
| 14      | 40  | Héctor Barberá   | Ducati      | 27      | +1:05.053    | 15       | 2    |
| Ret     | 4   | Andrea Dovizioso | Honda       | 3       | Retirado     | 9        |      |
| DNS     | 26  | Dani Pedrosa     | Honda       |         | No participó |          |      |
| DNS     | 65  | Loris Capirossi  | Suzuki      |         | Lesionado    |          |      |
| Fuente: |     |                  |             |         |              |          |      |

### Resultados Moto2
| Pos.    | N.º | Piloto              | Constructor | Vueltas | Tiempo        | Parrilla | Pts. |
| ------- | --- | ------------------- | ----------- | ------- | ------------- | -------- | ---- |
| 1       | 15  | Alex de Angelis     | MotoBi      | 25      | 39:51.102     | 1        | 25   |
| 2       | 45  | Scott Redding       | Suter       | 25      | +2.172        | 2        | 20   |
| 3       | 29  | Andrea Iannone      | Speed Up    | 25      | +2.974        | 5        | 16   |
| 4       | 60  | Julián Simón        | Suter       | 25      | +10.344       | 6        | 13   |
| 5       | 65  | Stefan Bradl        | Suter       | 25      | +10.617       | 3        | 11   |
| 6       | 63  | Mike Di Meglio      | Suter       | 25      | +17.847       | 4        | 10   |
| 7       | 24  | Toni Elías          | Moriwaki    | 25      | +27.145       | 9        | 9    |
| 8       | 3   | Simone Corsi        | MotoBi      | 25      | +27.249       | 14       | 8    |
| 9       | 6   | Alex Debón          | FTR         | 25      | +27.398       | 21       | 7    |
| 10      | 17  | Karel Abraham       | FTR         | 25      | +27.666       | 10       | 6    |
| 11      | 12  | Thomas Lüthi        | Moriwaki    | 25      | +27.677       | 12       | 5    |
| 12      | 10  | Fonsi Nieto         | Moriwaki    | 25      | +27.851       | 15       | 4    |
| 13      | 77  | Dominique Aegerter  | Suter       | 25      | +28.333       | 26       | 3    |
| 14      | 80  | Axel Pons           | Pons Kalex  | 25      | +28.438       | 18       | 2    |
| 15      | 71  | Claudio Corti       | Suter       | 25      | +28.497       | 16       | 1    |
| 16      | 35  | Raffaele De Rosa    | Tech 3      | 25      | +32.644       | 8        |      |
| 17      | 72  | Yuki Takahashi      | Tech 3      | 25      | +37.671       | 19       |      |
| 18      | 2   | Gábor Talmácsi      | Speed Up    | 25      | +42.933       | 22       |      |
| 19      | 68  | Yonny Hernández     | BQR-Moto2   | 25      | +46.144       | 24       |      |
| 20      | 25  | Alex Baldolini      | I.C.P.      | 25      | +46.164       | 20       |      |
| 21      | 8   | Anthony West        | MZ-RE Honda | 25      | +46.370       | 23       |      |
| 22      | 14  | Ratthapark Wilairot | Bimota      | 25      | +51.841       | 27       |      |
| 23      | 16  | Jules Cluzel        | Suter       | 25      | +54.114       | 17       |      |
| 24      | 40  | Sergio Gadea        | Pons Kalex  | 25      | +1:00.729     | 28       |      |
| 25      | 46  | Javier Forés        | Bimota      | 25      | +1:04.140     | 29       |      |
| 26      | 44  | Roberto Rolfo       | Suter       | 25      | +1:04.185     | 25       |      |
| 27      | 39  | Robertino Pietri    | Suter       | 25      | +1:09.299     | 32       |      |
| 28      | 53  | Valentin Debise     | ADV         | 25      | +1:09.794     | 30       |      |
| 29      | 61  | Vladimir Ivanov     | Moriwaki    | 25      | +1:16.060     | 31       |      |
| 30      | 49  | Alex Cudlin         | BQR-Moto2   | 25      | +1:16.195     | 33       |      |
| 31      | 9   | Kenny Noyes         | Promoharris | 25      | +1:34.156     | 35       |      |
| 32      | 28  | Kazuki Watanabe     | Suter       | 24      | +1 vuelta     | 34       |      |
| 33      | 88  | Yannick Guerra      | Moriwaki    | 24      | +1 vuelta     | 37       |      |
| 34      | 5   | Joan Olivé          | Promoharris | 24      | +1 vuelta     | 36       |      |
| Ret     | 95  | Mashel Al Naimi     | BQR-Moto2   | 20      | Retirado      | 38       |      |
| Ret     | 56  | Michael Ranseder    | Suter       | 18      | Retirado      | 7        |      |
| Ret     | 66  | Hiromichi Kunikawa  | Bimota      | 10      | Retirado      | 39       |      |
| Ret     | 55  | Héctor Faubel       | Suter       | 0       | Colisión      | 13       |      |
| DSQ     | 47  | Wayne Maxwell       | Moriwaki    | 3       | Descalificado | 11       |      |
| 1.      |     |                     |             |         |               |          |      |
| Fuente: |     |                     |             |         |               |          |      |

### Resultados 125cc
| Pos.    | N.º | Piloto              | Constructor | Vueltas | Tiempo          | Parrilla | Pts. |
| ------- | --- | ------------------- | ----------- | ------- | --------------- | -------- | ---- |
| 1       | 93  | Marc Márquez        | Derbi       | 23      | 38:13.008       | 1        | 25   |
| 2       | 44  | Pol Espargaró       | Derbi       | 23      | +6.062          | 3        | 20   |
| 3       | 40  | Nicolás Terol       | Aprilia     | 23      | +11.576         | 4        | 16   |
| 4       | 7   | Efrén Vázquez       | Derbi       | 23      | +19.032         | 7        | 13   |
| 5       | 38  | Bradley Smith       | Aprilia     | 23      | +19.033         | 5        | 11   |
| 6       | 12  | Esteve Rabat        | Aprilia     | 23      | +20.593         | 6        | 10   |
| 7       | 71  | Tomoyoshi Koyama    | Aprilia     | 23      | +31.519         | 8        | 9    |
| 8       | 39  | Luis Salom          | Aprilia     | 23      | +46.598         | 9        | 8    |
| 9       | 35  | Randy Krummenacher  | Aprilia     | 23      | +48.730         | 12       | 7    |
| 10      | 99  | Danny Webb          | Aprilia     | 23      | +58.456         | 11       | 6    |
| 11      | 26  | Adrián Martín       | Aprilia     | 23      | +1:15.857       | 17       | 5    |
| 12      | 50  | Sturla Fagerhaug    | Aprilia     | 23      | +1:19.506       | 19       | 4    |
| 13      | 78  | Marcel Schrötter    | Honda       | 23      | +1:19.540       | 15       | 3    |
| 14      | 84  | Jakub Kornfeil      | Aprilia     | 23      | +1:19.543       | 18       | 2    |
| 15      | 15  | Simone Grotzkyj     | Aprilia     | 23      | +1:32.122       | 13       | 1    |
| 16      | 53  | Jasper Iwema        | Aprilia     | 23      | +1:42.366       | 21       |      |
| 17      | 69  | Louis Rossi         | Aprilia     | 22      | +1 vuelta       | 24       |      |
| 18      | 46  | Joshua Hook         | Aprilia     | 22      | +1 vuelta       | 22       |      |
| 19      | 87  | Luca Marconi        | Aprilia     | 22      | +1 vuelta       | 20       |      |
| 20      | 57  | Joel Taylor         | Aprilia     | 22      | +1 vuelta       | 25       |      |
| 21      | 52  | Danny Kent          | Lambretta   | 22      | +1 vuelta       | 23       |      |
| Ret     | 32  | Lorenzo Savadori    | Aprilia     | 3       | Retirado        | 16       |      |
| Ret     | 11  | Sandro Cortese      | Derbi       | 2       | Caída           | 2        |      |
| Ret     | 14  | Johann Zarco        | Aprilia     | 0       | Retirado        | 14       |      |
| Ret     | 23  | Alberto Moncayo     | Aprilia     | 0       | Caída           | 10       |      |
| DNQ     | 63  | Zulfahmi Khairuddin | Aprilia     |         | No se clasificó |          |      |
| DNQ     | 47  | Levi Day            | Honda       |         | No se clasificó |          |      |
| DNQ     | 72  | Marco Ravaioli      | Lambretta   |         | No se clasificó |          |      |
| DNQ     | 45  | Jordan Zamora       | Honda       |         | No se clasificó |          |      |
| DNQ     | 54  | Nicky Diles         | Aprilia     |         | No se clasificó |          |      |
| DNQ     | 96  | Tommaso Gabrielli   | Aprilia     |         | No se clasificó |          |      |
| Fuente: |     |                     |             |         |                 |          |      |